# Bernard d'Italie
Pour les articles homonymes, voir Bernard.
Bernard d'Italie, né vers 797, mort le 17 avril 818, fut roi des Lombards de 813 à 817. Petit-fils de Charlemagne, c'est un fils illégitime de Pépin, roi des Lombards.

## Biographie
Dès la mort de son père, il est destiné à devenir roi des Lombards, mais son grand-père Charlemagne attendit qu'il fût âgé de quinze ans avant de l'envoyer gouverner l'Italie, en 812. Ayant reçu la dignité royale en avril 813, il règne cependant sous la tutelle du petit-fils de Charles Martel, Adalhard, cousin et ancien tuteur de son père et probablement proche parent de sa mère.
Dès la mort de Charlemagne, il prête allégeance au nouvel empereur, son oncle Louis le Pieux. En juillet 817, ce dernier, sous l'influence de l'entourage de l'impératrice Ermengarde, lui retire le gouvernement de l'Italie ainsi que le titre royal dans le but d'y asseoir l'un de ses fils.
Bien qu'il soit poussé à la révolte, Bernard, dans un premier temps ne bouge pas. Mais en décembre 817, entraînant avec lui de hauts personnages tels qu'Anselme, évêque de Milan, et Wolvod de Crémone, il prend les armes contre son oncle. Ce dernier parvient à soumettre son neveu et l'oblige à se rendre à Chalon-sur-Saône pour implorer son pardon. Transféré à Aix-la-Chapelle, il est d'abord condamné à mort. Touché par l'assistance qui s'agite et parmi lesquels sont ses propres fils, Louis le Pieux semble fléchir un moment et le gracie, ordonnant que sa peine soit commuée en aveuglement au fer incandescent, mais Bernard meurt trois jours plus tard des suites du supplice. Il est inhumé dans la basilique Saint-Ambroise de Milan.

## Mariage et enfant
Vers 813, il avait épousé une certaine Cunégonde. La filiation de cette dernière n'est pas connue, mais son nom a été rapproché de Cunégonde, l'épouse de Guillaume de Gellone, et mère d'un Héribert, prénom qui apparaît ensuite dans la descendance de Bernard. Chronologiquement l'épouse de Bernard serait plutôt fille d'Héribert et petite-fille de Guillaume de Gellone et de Cunégonde.
Bernard et Cunégonde ont :
- Pépin, comte dit de Péronne, au Nord de la Seine, vivant en 840.

## Sources et références
1. ↑  Bernard d'Italie sur le site Foundation for Medieval Genealogy.
2. 1 2 3  Christian Settipani, La Préhistoire des Capétiens, Villeneuve-d'Ascq, éd. Patrick van Kerrebrouck, 1993, p. 212.

- Christian Settipani, La Préhistoire des Capétiens (Nouvelle Histoire généalogique de l'auguste maison de France, vol. 1), Villeneuve-d'Ascq, éd. Patrick van Kerrebrouck, 1993, 545 p. (ISBN 978-2-95015-093-6).

Cet article comprend des extraits du Dictionnaire Bouillet. Il est possible de supprimer cette indication, si le texte reflète le savoir actuel sur ce thème, si les sources sont citées, s'il satisfait aux exigences linguistiques actuelles et s'il ne contient pas de propos qui vont à l'encontre des règles de neutralité de Wikipédia.
- Notices d'autorité :   - VIAF
  - ISNI
  - GND
- Ressource relative aux beaux-arts :   - British Museum